# Miss Belgique 2011
Miss Belgique 2011, 77e élection de Miss Belgique, s'est déroulée le 9 janvier 2011 au Casino de Knokke. La gagnante, Justine de Jonckheere, succède à Cilou Annys, Miss Belgique 2010.
Le concours a été présenté par Véronique De Kock, Miss Belgique 1995 et Sandrine Corman, Miss Belgique 1997. Elle a été diffusée en direct côté francophone sur RTL-TVI et côté néerlandophone sur VijfTV.